# Idioma basaa
El idioma basaa o mbene (también llamado basa, bissa) es una lengua bantú hablada en Camerún. Tiene alrededor de 230 000 hablantes.

## Fonología

### Consonantes
|               | Bilabial | Coronal | Palatal | Velar | Labiovelar |
| ------------- | -------- | ------- | ------- | ----- | ---------- |
| Oclusiva      | p        | t       | c, ɟ    | k     | kʷ, gʷ     |
| Implosiva     | ɓ        |         |         |       |            |
| Fricativa     |          | s       |         | x     |            |
| Nasal         | m        | n       | ɲ       | ŋ     | ŋʷ         |
| Prenasalizada | mb       | nd      | ɲɟ      | ŋg    |            |
| Lateral       |          | l       |         |       |            |
| Aproximantes  |          |         | j       |       | w          |

### Tono
El basaa tiene cuatro tonos: alto, bajo, descendente y ascendente.